# 寅次郎的故事25 寅次郎芙蓉花
《寅次郎的故事25 寅次郎芙蓉花》（日語：男はつらいよ 寅次郎ハイビスカスの花）是一部1980年上映的日本喜剧电影，亦是《寅次郎的故事系列》的第二十五部剧场版作品。由山田洋次导演，渥美清、倍赏千惠子、前田吟、下条正巳、三崎千惠子及浅丘琉璃子等等主演。于1980年8月2日上映。
该电影荣获第4届日本电影金像奖的3个奖项，包括最佳编剧奖、最佳女主角奖和特别奖。

## 剧情简介
寅次郎收到莉莉从冲绳寄来的信，原来她在夜总会唱歌时晕倒入院，还说:「临死前，很想见寅次郎一面」。寅次郎马上赶到冲绳照顾莉莉，纵然阔别了五年，两人的感情有增无减，莉莉休养期间，寅次郎更随传随到，旁人都以为他们是夫妻......

## 本片特點
浅丘瑠璃子演的莉莉第三度登场，叫寅次郎再三考虑「结婚问题」。山田洋次自言「这是我最爱的作品之一」，渥美清去世后，山田在《寅次郎的故事》系列中只选了本片（加插新片段）推出特别版来纪念这位一代巨星。

## 主要演员
- 车寅次郎：渥美清
- 诹访樱：倍赏千惠子
- 车龙造：下条正巳
- 车つね：三崎千惠子
- 诹访博：前田吟
- たこ社长：太宰久雄
- 源公：佐藤蛾次郎
- 御前样：笠智众
- 国頭高志：江藤润
- 山里かおり：新垣铃子
- 国頭フミ：间好子
- 国頭富子：金城富美江
- リリー：浅丘琉璃子
- 满男：中村隼人
- 知念医師：津嘉山正种
- 上州的阿贝格１：光石研
- 上州的阿贝格２：一氏ゆかり
- 买艾草的小贩商人、邻居：谷よしの

## 奖项
- 第4届日本电影金像奖之最佳编剧奖／山田洋次、朝间义隆
- 第4届日本电影金像奖之最佳女主角奖／倍赏千惠子
- 第4届日本电影金像奖之特別奖／渥美清
- 第5届报知电影奖之最佳女主角奖／倍賞千恵子

### 英文
- . 英国电影协会.   [2014-01-31]. （原始内容存档于2014-02-19） （英语）.
- . Complete Index to World Film.   [2014-01-31]. （原始内容存档于2014-02-02） （英语）.
- 互联网电影数据库（IMDb）上《Otoko wa tsurai yo: Torajiro haibisukasu no hana (1980)》的资料（英文）
- Galbraith IV, Stuart. . DVD Talk. 2006-02-24  [2014-01-31]. （原始内容存档于2014-02-19） （英语）.

### 德文
- . www.molodezhnaja.ch.   [2014-01-31]. （原始内容存档于2013-05-20） （德语）.

### 日文
- . www.allcinema.net.   [2014-01-31]. （原始内容存档于2013-12-07） （日语）.
- . 日本电影院数据库（日本文化厅）.   [2014-01-31]. （原始内容存档于2014-02-02） （日语）. 外部链接存在于|publisher= (帮助)
- . 日本电影数据库.   [2014-01-31]. （原始内容存档于2013-11-05） （日语）.
- . 电影旬报.   [2014-01-31]. （原始内容存档于2012-03-09） （日语）.

### 中文
- . 豆瓣电影.   [2014-01-31]. （原始内容存档于2014-02-03）.